# Епл Вали (Минесота)
Епл Вали (енгл. Apple Valley) град је у америчкој савезној држави Минесота.

## Демографија
По попису из 2010. године број становника је 49.084, што је 3.557 (7,8%) становника више него 2000. године.
| Група             | 2000.          | 2010.          |
| Белци             | 41.372 (90,9%) | 39.962 (81,4%) |
| Афроамериканци    | 870 (1,9%)     | 2.689 (5,5%)   |
| Азијати           | 1.542 (3,4%)   | 2.611 (5,3%)   |
| Хиспаноамериканци | 912 (2,0%)     | 2.427 (4,9%)   |
| Укупно            | 45.527         | 49.084         |